# Cinclidotus aquaticus
Cinclidotus aquaticus är en bladmossart som beskrevs av Bruch och W. P. Schimper 1842. Cinclidotus aquaticus ingår i släktet Cinclidotus och familjen Cinclidotaceae. Inga underarter finns listade i Catalogue of Life.

## Bildgalleri

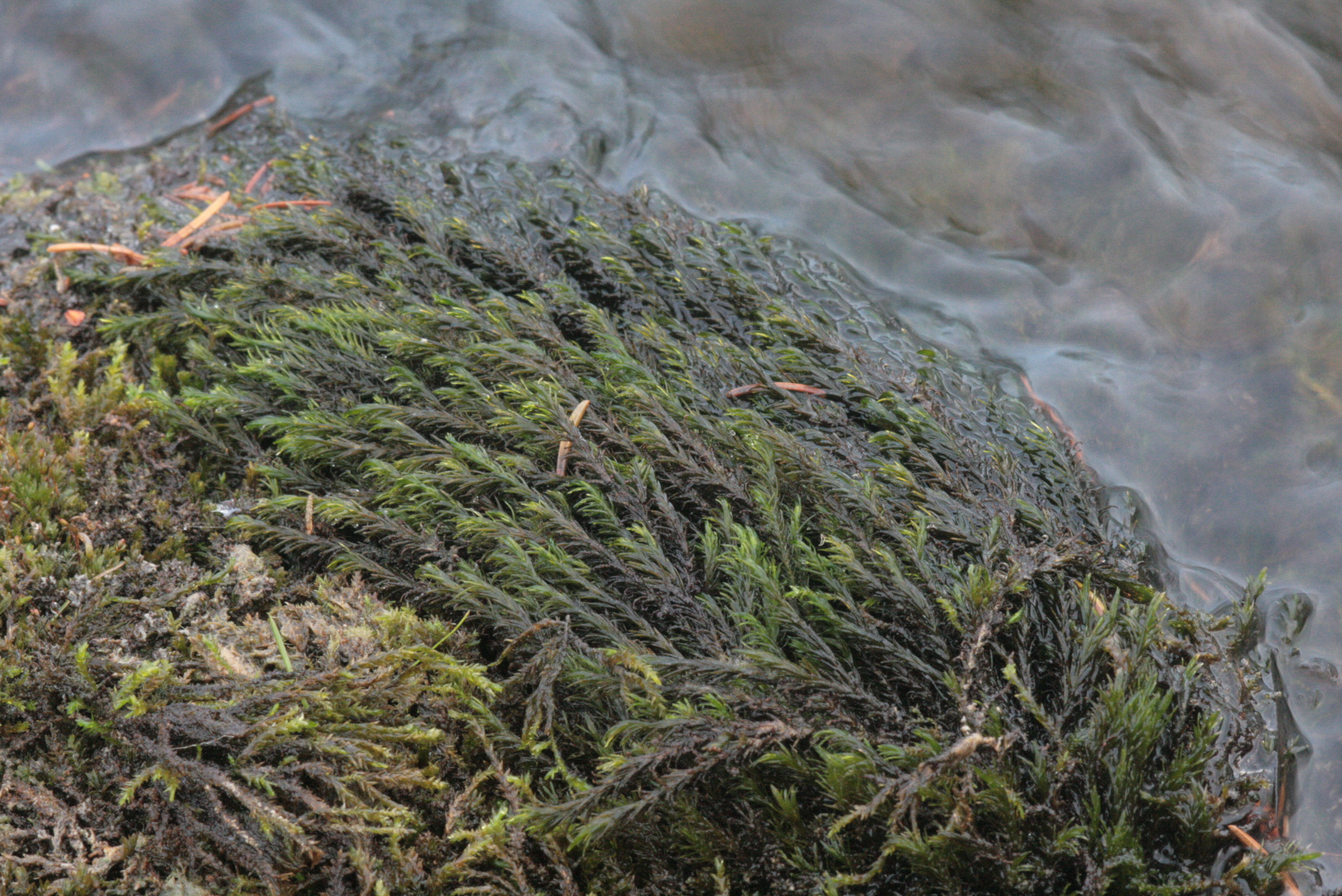
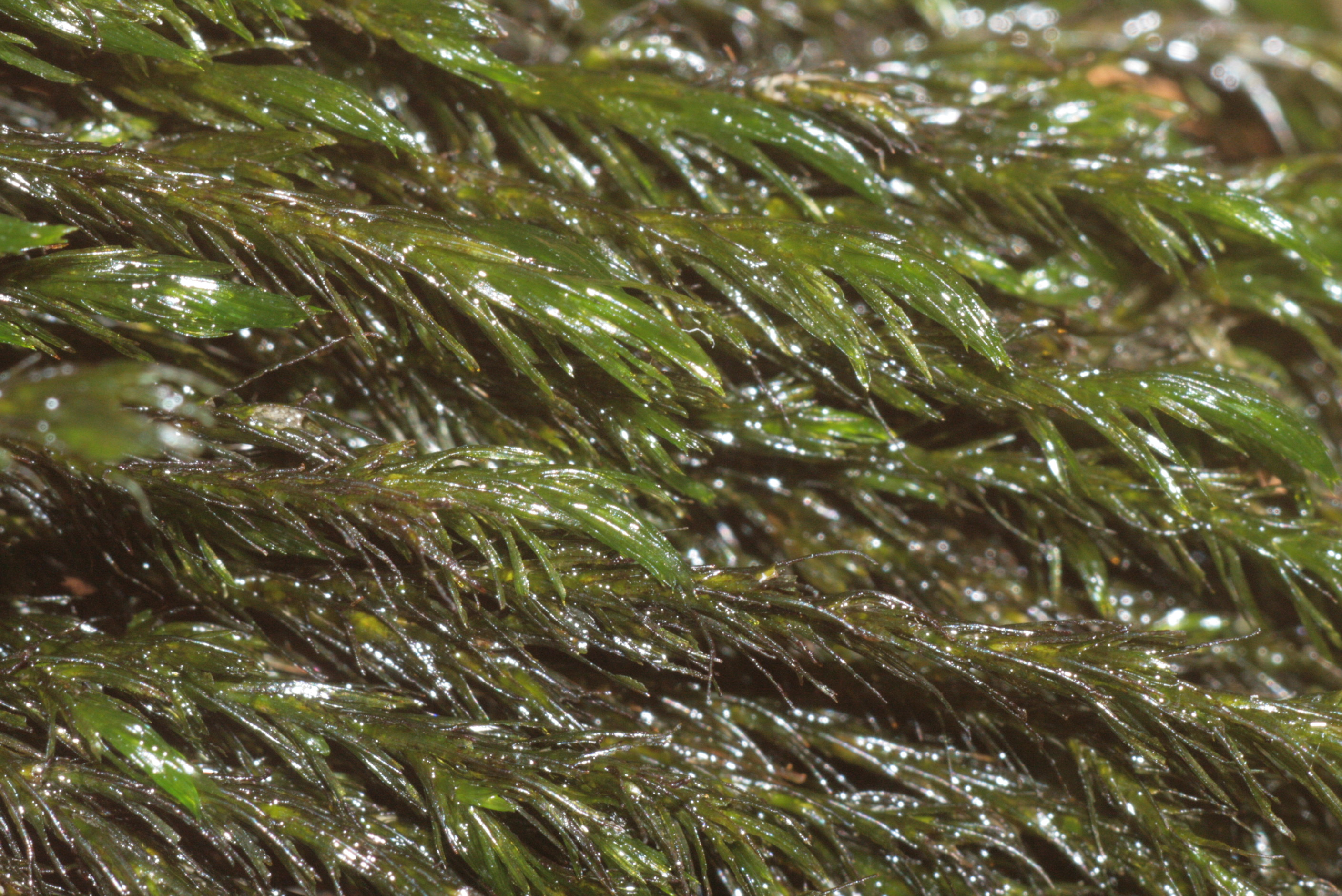
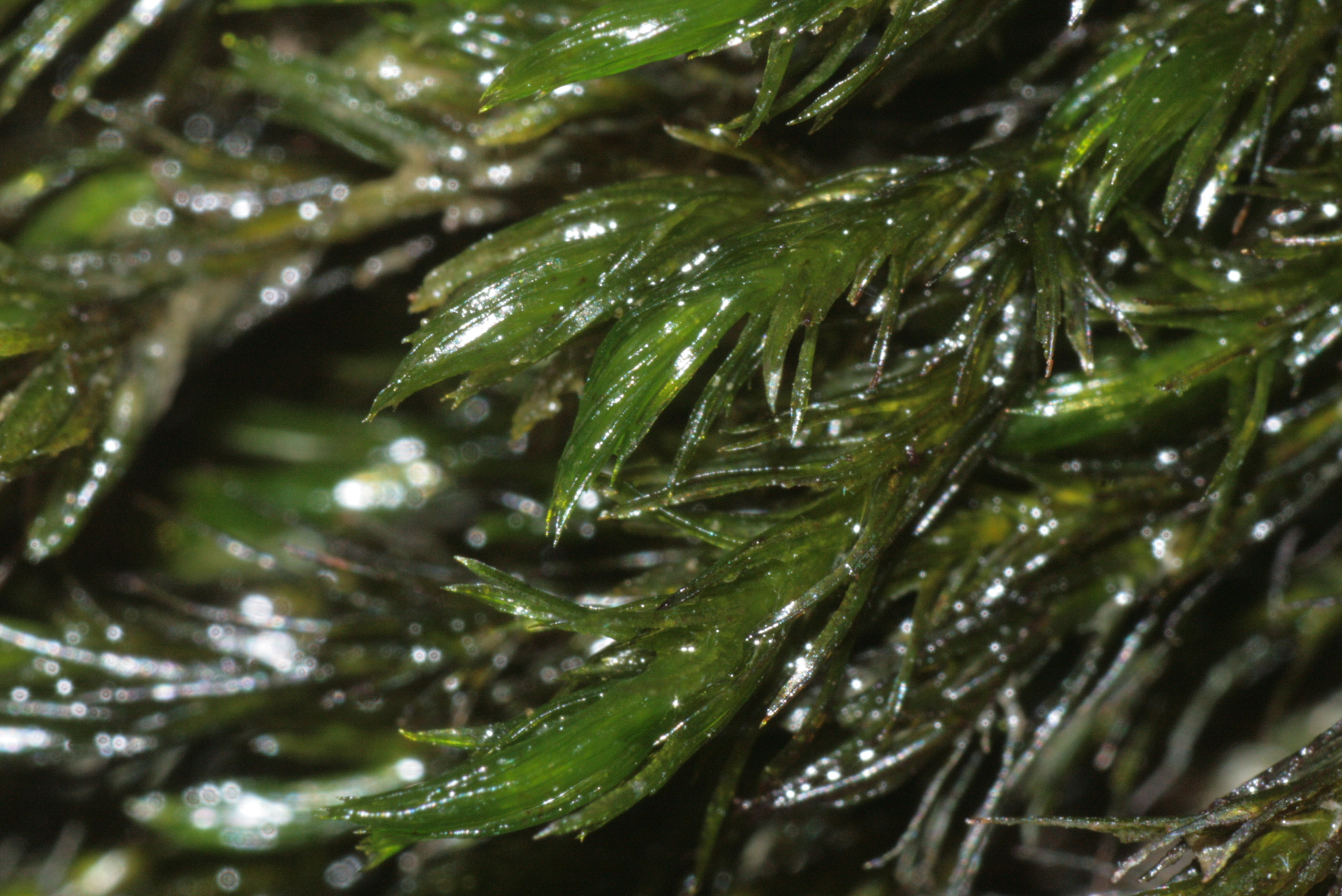